# Sainte-Sévère-sur-Indre
Sainte-Sévère-sur-Indre település Franciaországban, Indre megyében. Lakosainak száma 775 fő (2022. január 1.). Sainte-Sévère-sur-Indre Briantes, Feusines, La Motte-Feuilly, Pérassay, Pouligny-Notre-Dame, Pouligny-Saint-Martin, Sazeray és Vigoulant községekkel határos.

## Népesség
A település népessége az elmúlt években az alábbi módon változott:
| Lakosok száma | 1032 | 1039 | 939  | 874  | 830  | 795  | 776  | 774  | 774  | 775  |
|               | 1968 | 1982 | 1990 | 2006 | 2013 | 2015 | 2017 | 2019 | 2020 | 2022 |